# تلات (آيت يحيى 1)
تلات هو دُوَّار يقع بجماعة آيت سدرات السهل الغربية، إقليم تنغير، جهة درعة تافيلالت في المملكة المغربية. ينتمي الدوّار لمشيخة آيت يحيى 1 التي تضم 20 دواوير. يقدر عدد سكانه بـ 424 نسمة حسب الإحصاء الرسمي للسكان والسكنى لسنة 2004.

## روابط خارجية
- البوابة الوطنية للجماعات الترابية نسخة محفوظة 12 مارس 2018 على موقع واي باك مشين.
- المندوبية السامية للتخطيط